# Праздник ожидания праздника
Праздник ожидания праздника — советский детский 3-серийный телефильм 1989 года производства киностудии «Грузия-фильм» по мотивам рассказов Фазиля Искандера «Рассказы о Чике».

## Сюжет
В довоенные годы в Сухуми в семье своей тётушки живёт Чик — шаловливый, но умный и добрый мальчик. Дни его заполнены делами, учёбой, прогулками с друзьями, а иногда и стычками с ребятами соседнего двора. От внимательного взора мальчика не укрываются и проблемы взрослых. Чуткий сердцем Чик невольно страдает, когда видит несправедливость и жестокость.

## В ролях
- Тамаз Бокерия — Чик
- Вера Ивлева — тётушка Чика
- Гия Абесалашвили — дядя Чика
- Джамал Калоян — Оник
- Филипп Дзикевич — Лесик
- Нино Нижарадзе — Лика
- Олеся Марченко — Сонька
- Дионис Стилиди — Бочо
- Юрий Цанава — Сурен, отец Оника и Розы
- Валентина Теличкина — Валя, жена Сурена
- Маис Саркисян — Алихан, продавец сластей, сосед Чика
- Владимир Антоник — Мотя, вор
- Гарегин Абрамян — Керопчик, хулиган
- Гелена Ивлиева — Фаина, соседка Чика
- Нодар Масхулия — учитель Акакий Вахтангович
- Ия Парулава — Роза, дочь Сурена, пианистка
- Абессалом Лория — свидетель встречи Моти и Керопчика
- Артур Нищёнкин — свидетель встречи Моти и Керопчика
- Барамидзе, Георгий -  одноклассник Чика в окне
- и другие